# Torneo de Bucarest 2011
El Torneo de Bucarest 2011 fue la 19.ª edición del torneo de tenis Torneo de Bucarest celebrado en Bucarest, Rumania, entre el 17 de septiembre y el 23 de septiembre de 2011.

## Campeones
- Individuales masculinos:  Florian Mayer derrota a  Pablo Andújar por 6-3, 6-1.

- Dobles masculinos:  Daniele Bracciali /  Potito Starace derrotan a  Julian Knowle /  David Marrero por 3-6, 6-4, [10-8].